# Erik Solbakken
Erik Solbakken (Hemsedal, 17 november 1984) is een Noorse presentator.

## Carrière
Solbakken begon zijn carrière bij NRK, de Noorse openbare omroep, met het presenteren van kinderprogramma's als Barne-tv, Julemorgen, Krem Nasjonal, Superkviss, en Barnetimen for de minste. In 2010 presenteerde hij Idrettsgallaen, het Noorse sportgala.
Op 10 maart 2010 werd Solbakken door de Noorse openbare omroep uitgekozen om samen met Haddy N'jie en Nadia Hasnaoui het Eurovisiesongfestival 2010 te presenteren, dat dat jaar plaatsvond in de Noorse hoofdstad Oslo. Een jaar later zou hij ook Eurovision Young Dancers presenteren, een andere competitie van de EBU.